# Kathedraal van Mexico-Stad
De Kathedraal van Mexico-Stad (Spaans: Catedral Metropolitana de la Ciudad de México) is de aartsbisschoppelijke kathedraal van Mexico-Stad en de grootste kathedraal van het Westelijk halfrond. Zij bevindt zich aan het Plein van de Grondwet in Mexico-Stad. De kathedraal geldt als een van de beste voorbeelden van de Mexicaanse Churrigueresquestijl maar het gebouw is tevens een combinatie van verschillende bouwstijlen, zoals barok, renaissance en neo-classicisme. Aan weerszijden van de hoofdingang staan twee torens van 67 meter hoog. Rechts van de rechter toren staat de Sagrario Metropolitana. Deze parochiekerk werd in de 18e eeuw aangebouwd en heeft een gevel in hoogbarok.
De kathedraal werd ontworpen door Claudio de Arciniega. Met de bouw werd begonnen in 1573 op de plek waar ooit de belangrijkste Aztekentempel van Tenochtitlan stond en de stenen van deze door de Spanjaarden afgebroken tempel werden hergebruikt voor de kathedraal. Het duurde tot 1667 voor de kathedraal werd ingehuldigd. De laatste elementen, waaronder de klokkentoren, werden pas in 1813 voltooid, door de gerenommeerde architect Manuel Tolsá. Juist doordat er zo lang aan doorgebouwd werd, zijn er verschillende stijlen in het gebouw gecombineerd.
In 1967 raken delen van de kathedraal beschadigd door brand en in 1985 volgt een aardbeving. In 1987 wordt het oude deel van Mexico-stad, inclusief de kathedraal tot werelderfgoed verklaard.
De bodemdaling van Mexico-Stad bedreigt de kathedraal en het is duidelijk te zien dat het gebouw scheef staat. Om dit probleem te ondervangen is er een tunnelnetwerk onder de kathedraal gegraven, dat het gebouw moet stabiliseren.

## Interieur
Het Altar de los Reyes (Altaar van de koningen) is een gebeeldhouwd barok altaar waarin beelden van heilig verklaarde koningen en koninginnen zijn verwerkt. Verder zijn er twee schilderijen te zien van Juan Rodríguez Juárez, de Aanbidding der Wijzen en de Ten Hemelopneming van Maria. Verder bevinden zich er verschillende renaissanceschilderijen van de Antwerpenaar Simon Pereyns. De kathedraal heeft vijf hoofdaltaren en zestien zijkapellen. In een van de kapellen is een Christusbeeld te zien dat Señor del Cacao wordt genoemd. Dat is omdat veel gelovigen de bouw ondersteunden door koffie- of cacaobonen te schenken, wat destijds een gebruikelijk betaalmiddel was. Ook is er de urn met de as van Agustín de Iturbide, onafhankelijkheidsstrijder en eerste keizer van Mexico.

## Galerij

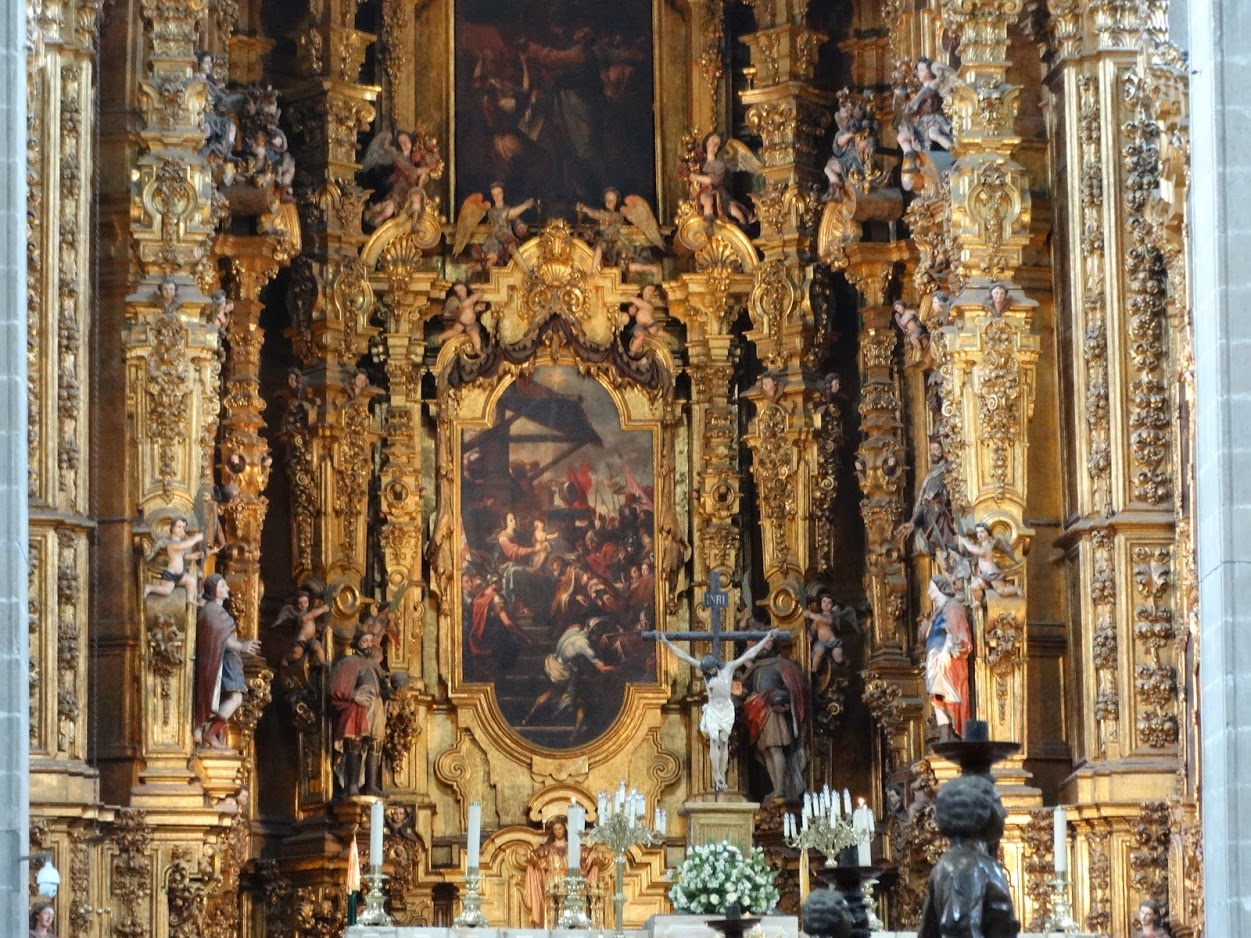
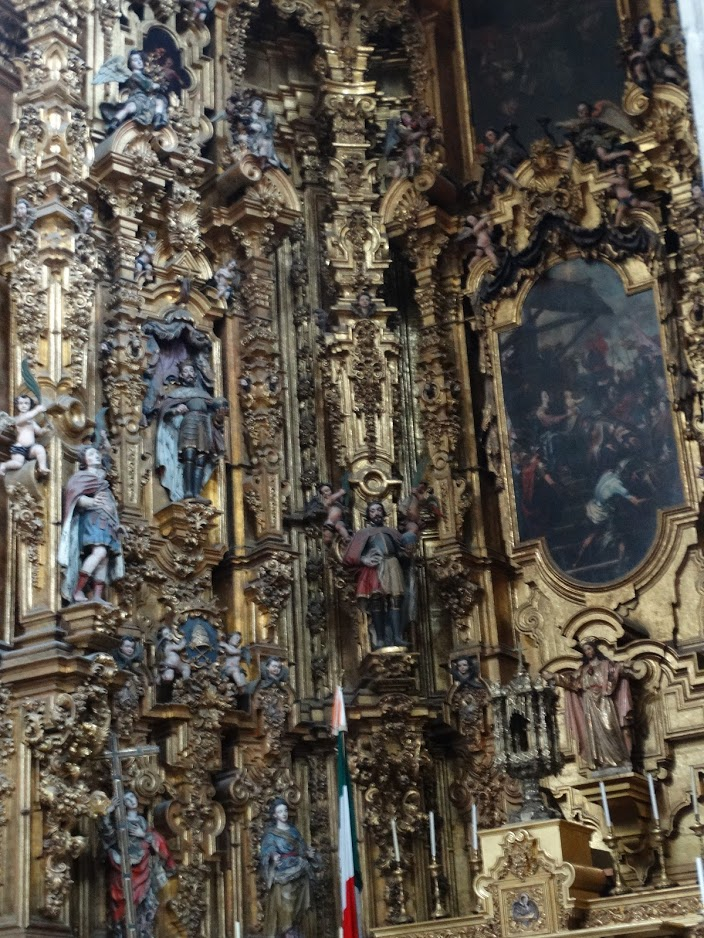
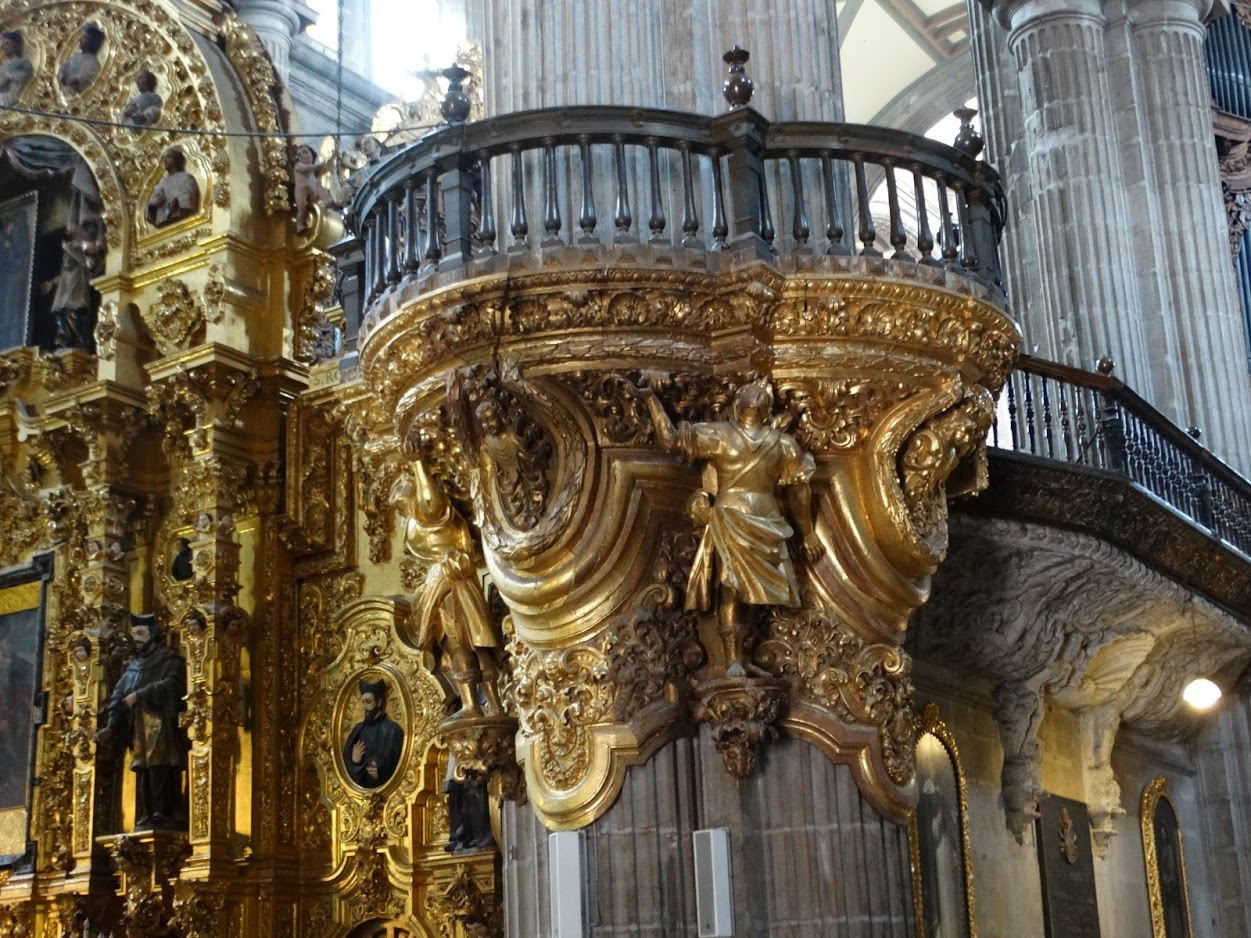
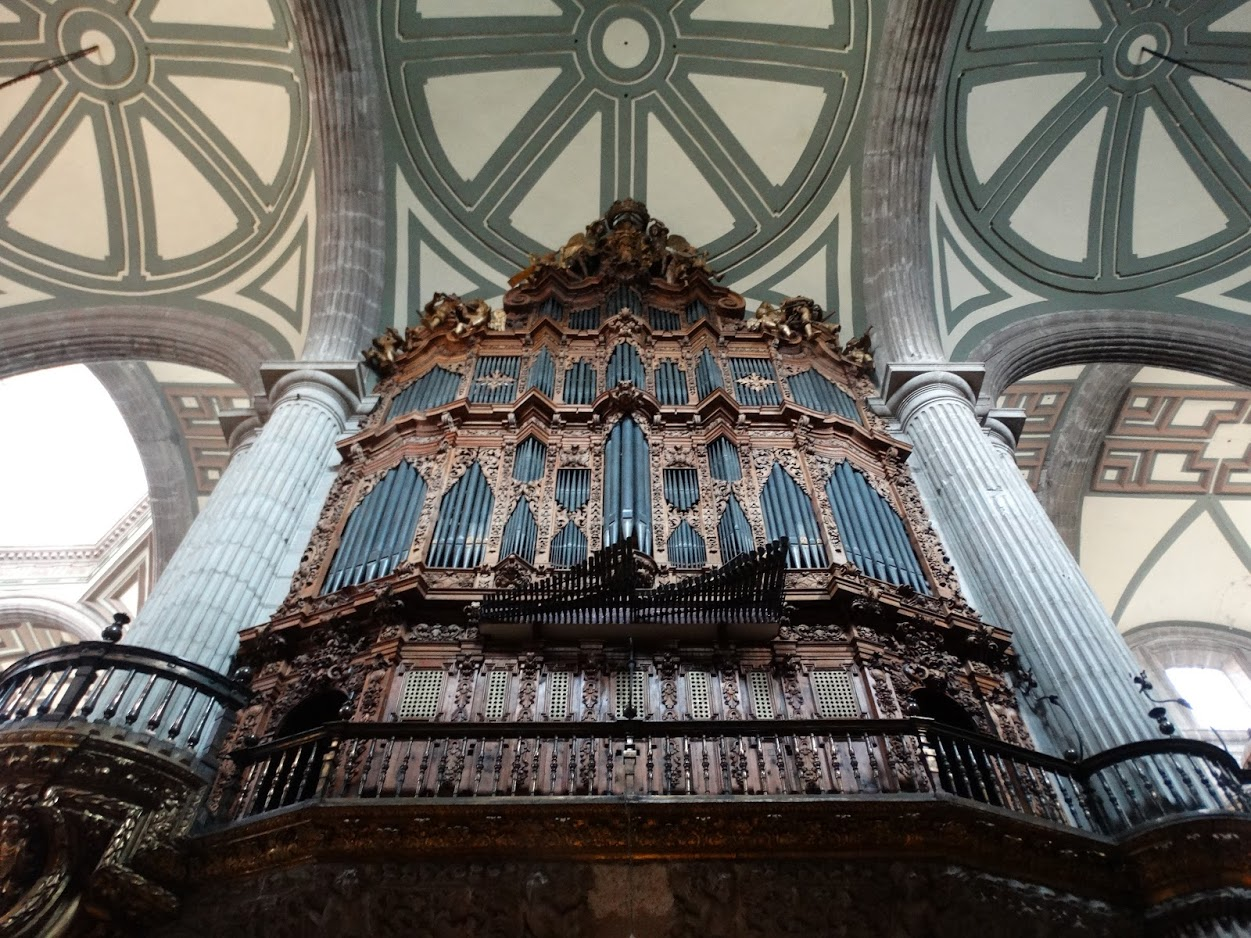
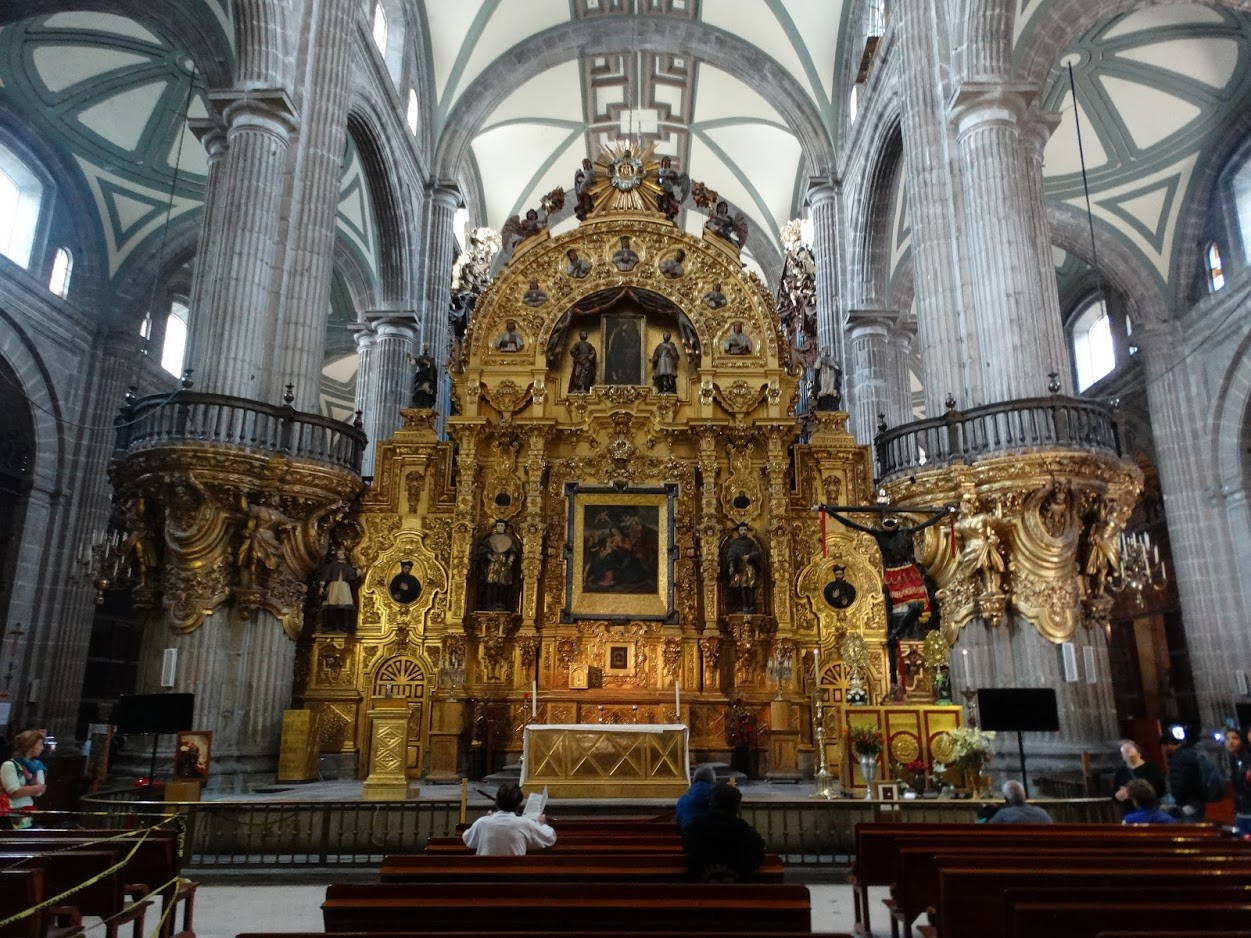
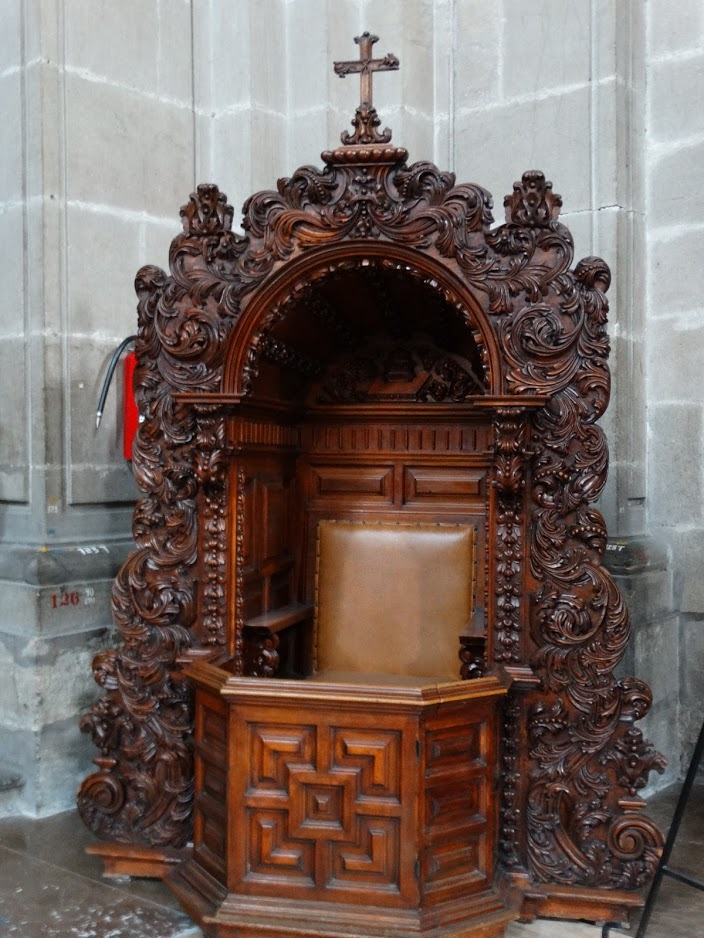
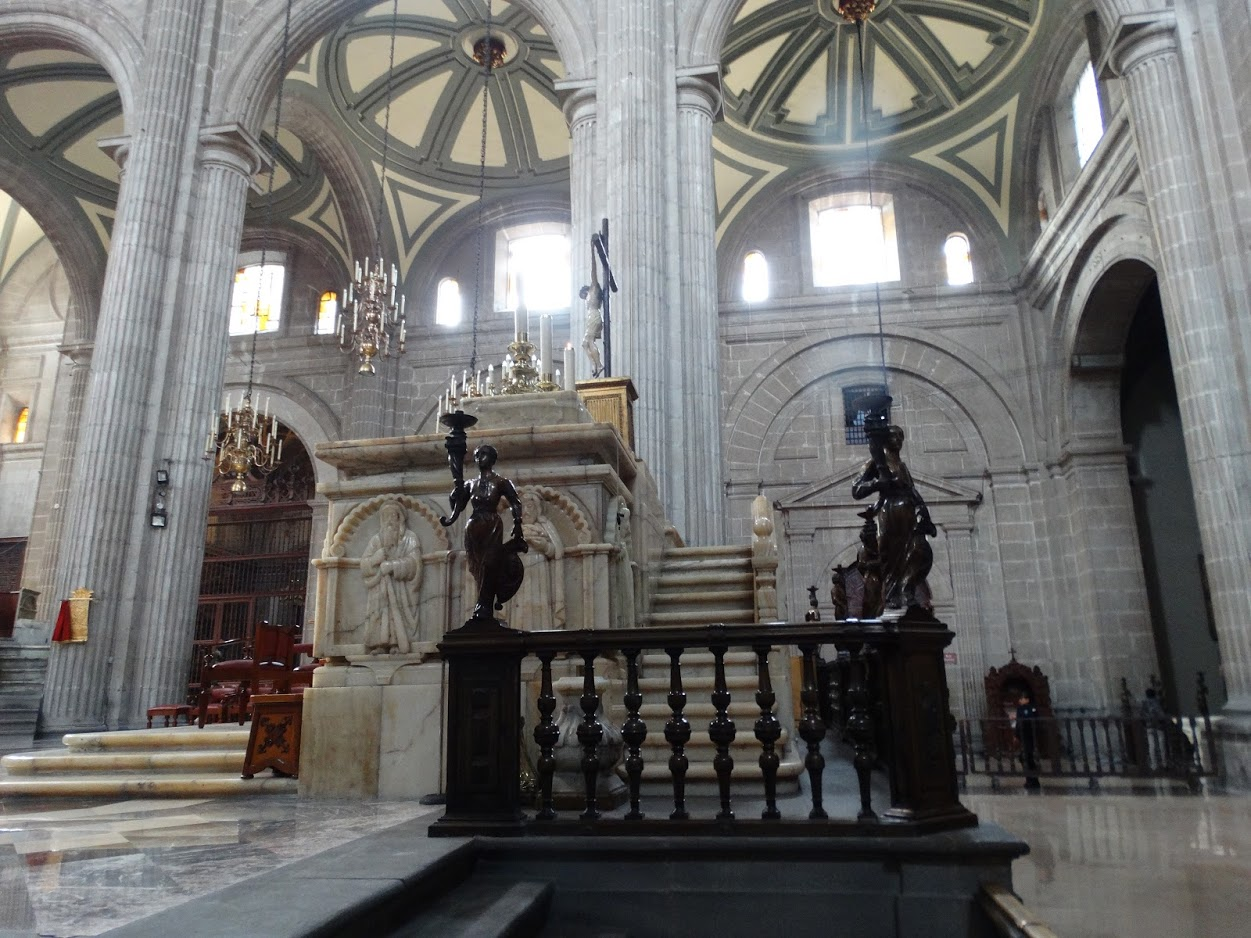
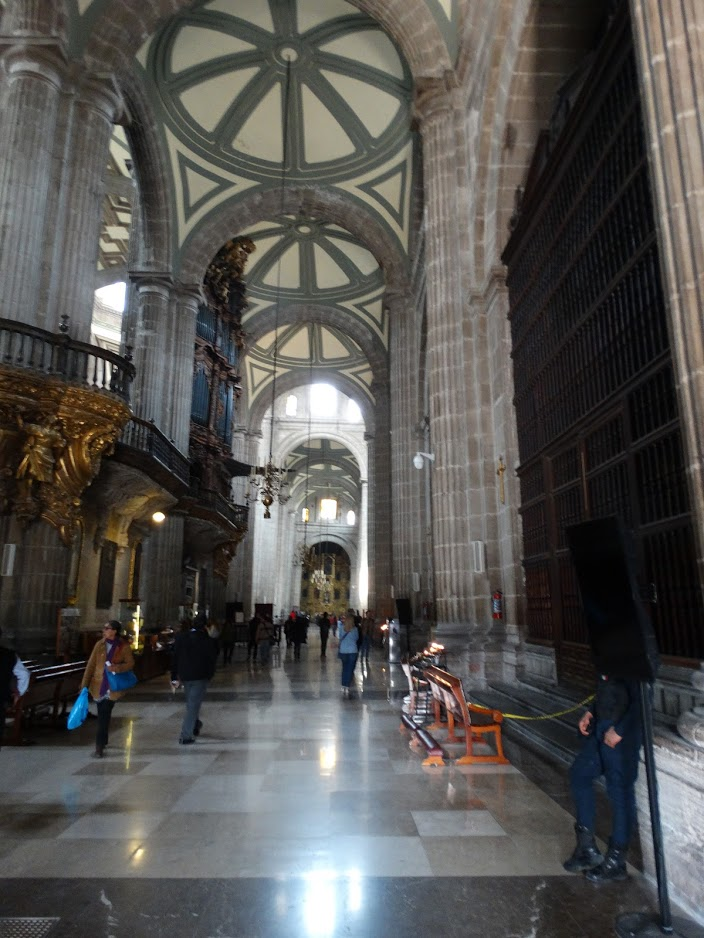

- Bibsys: 90581677
- Biblioteca Nacional de España: XX118035
- Gemeinsame Normdatei: 7740035-5
- International Standard Name Identifier: 0000 0001 0666 4551
- Library of Congress Control Number: n82037449
- MusicBrainz: 98b6ea93-00ca-41e6-8320-58aa16d7e498
- Nationale Bibliotheek van Tsjechië: kn20091009008
- Nationale Bibliotheek van Israël: 987007461622205171
- Système universitaire de documentation: 259373966
- Virtual International Authority File: 140737896